# Comité Olímpico Nacional de Sudán del Sur
El Comité Olímpico Nacional de Sudán del Sur es el Comité Olímpico Nacional en representación de Sudán del Sur. Fundado oficialmente el 8 de junio de 2015, se convirtió en miembro de pleno derecho del Comité Olímpico Internacional el 2 de agosto de 2015. Es responsable de la participación de Sudán del Sur en los Juegos Olímpicos.
El lema de la reunión constituyente del comité fue «Construyamos la paz y la unidad a través del deporte», reflejando el curso de la guerra civil sursudanesa. El presidente es el teniente general Wilson Deng Kuoirot.

## Federaciones afiliadas
| Deporte       | Organismo nacional                           | Federación internacional | Fuente      |
| ------------- | -------------------------------------------- | ------------------------ | ----------- |
| Atletismo     | Federación de Atletismo de Sudán del Sur     | IAAF                     | [ 4 ]       |
| Baloncesto    | Federación de Baloncesto de Sudán del Sur    | FIBA                     | [ 5 ]       |
| Fútbol        | Asociación de Fútbol de Sudán del Sur        | FIFA                     | [ 6 ]       |
| Balonmano     | Federación de Balonmano de Sudán del Sur     | IHF                      | [ 7 ]       |
| Tenis de mesa | Federación de Tenis de Mesa de Sudán del Sur | ITTF                     | [ 8 ] [ 9 ] |
| Taekwondo     | Federación de Taekwondo de Sudán del Sur     | WTF                      | [ 10 ]      |